# Berezin UB
A Berezin UB (em russo:  УБ - Универсальный Березина) (Berezin Universal) foi uma metralhadora soviética de calibre 12,7 mm para uso em aeronaves, amplamente utilizada durante a Segunda Guerra Mundial.

## Desenvolvimento

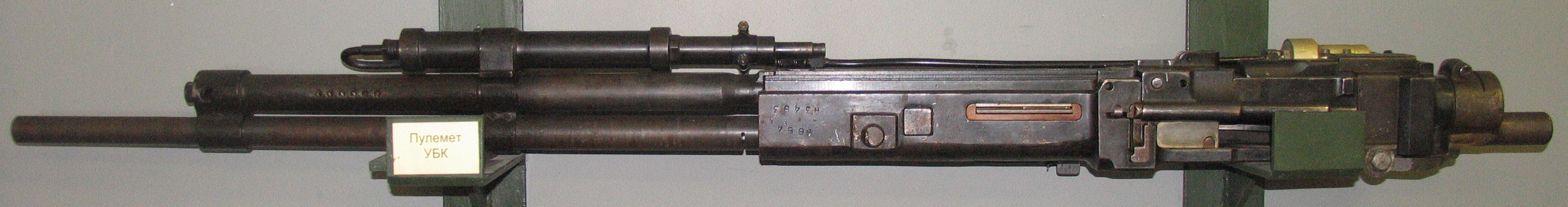
UBK

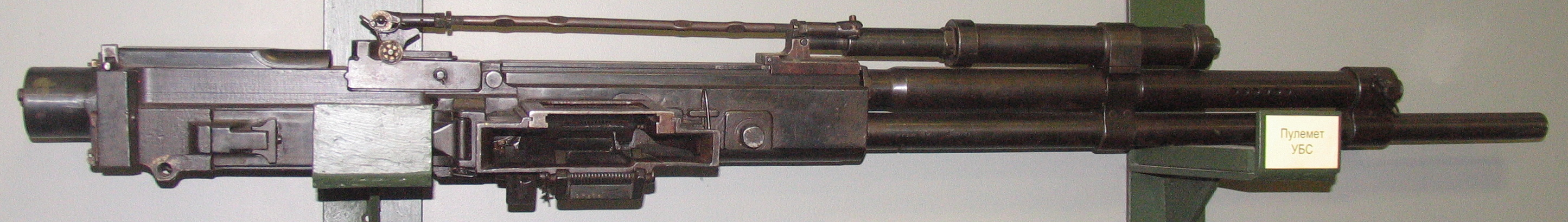
UBS

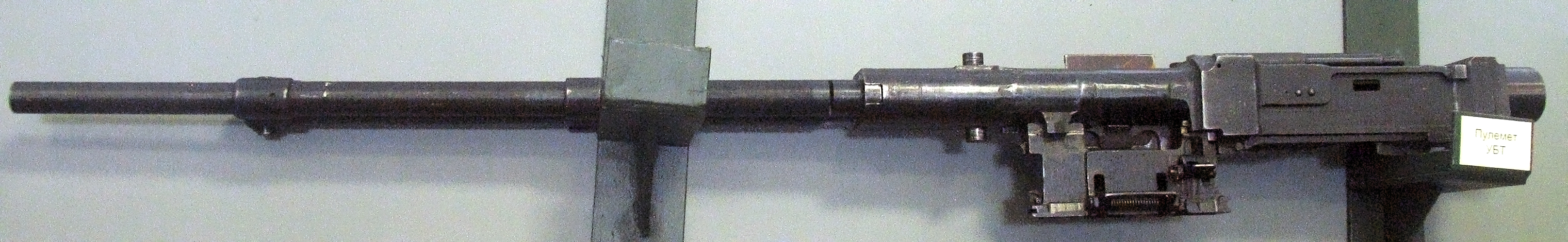
UBT

Em 1937, Mikhail Yevgenyevich Berezin iniciou o projeto de uma nova metralhadora de largo calibre para ser utilizado em aeronaves, usando o calibre 12,7 mm que já era utilizado pela infantaria. O novo projeto passou por testes na fábrica em 1938 e foi aceito em serviço no ano de 1939 sob a designação BS (em russo:  Березин Синхронный, Berezin Sinkhronniy, Berezin Sincronizada). Sua cadência de fogo a tornou capaz de ser usada como armamento defensivo. Apesar de ser um projeto bem sucedido, a BS não era perfeita, tendo como principal defeito seu carregamento que requeria uma força física considerável. O desenvolvimento continuou e resultou na UB, que foi produzida em três versões: UBK (Крыльевой, Krylyevoi, para a asa), UBS (Синхронный, Sinkhronniy, Sincronizada), e UBT (Турельный, Turelniy, para a torre), com a UBS e UBK carregadas por ar comprimido. A UB foi aceita em serviço no dia 22 de Abril de 1941, apenas dois meses antes do início da Guerra alemã-soviética.

## Descrição
A Berezin UB é uma metralhadora operada a gás e refrigerada a ar que utilizava o cartucho soviético 12,7×108mm. A munição era fornecida através de um cinto de cartuchos com um sistema único no qual cada novo cartucho auxilia a extrair o cartucho já utilizado. Outra característica diferenciada é de que o cinto é avançado durante o retorno da parte móvel da arma e não durante o recuo. As instalações em torres eram carregadas manualmente, enquanto as versões da asa e sincronizadas utilizavam carregamento pneumático.
A UB em todas as versões foi usada na grande maioria das aeronaves militares soviéticas da Segunda Guerra Mundial.
Um relatório da inteligência dos Estados Unidos de 1952 nota que: "A ShKAS era uma arma comparativamente complexa e bem acabada, cujo custo exigiu que ele fosse mantido em condições operacionais o maior tempo possível por reparação e substituição de peças. Em contraste à ShKAS, a Beresin era deliberadamente descartável, isso é, o plano dos soviéticos era de descartar completamente a arma após um curto período de uso durante o qual um ou outro dos principais mecanismos operativos se tornavam desgastados ou quebravam." O mesmo relato nota que: "O desenho da metralhadora Beresin foi grandemente influenciado por um canhão de 20 mm Lahti capturado; muitas características da arma finlandesa aparecem em todos os modelos da Beresin."

## Produção
Os seguintes números de produção podem ser encontrados em arquivos soviéticos:
- 1941 — 6.300
- 1943 — 43.690
- 1944 — 38.340
- 1945 — 42.952

## Influências
A Volkov-Yartsev VYa-23 utilizou uma versão maior do mecanismo da UB.